# Ceratosolen coecus
Ceratosolen coecus är en stekelart som först beskrevs av Charles Coquerel 1855.  Ceratosolen coecus ingår i släktet Ceratosolen och familjen fikonsteklar. Inga underarter finns listade i Catalogue of Life.